# Jōdo-shū
Jōdo-shū (jap. 浄土宗; „Sekta Czystej Ziemi”) – szkoła buddyzmu japońskiego, założona 1175 roku przez Hōnena. 

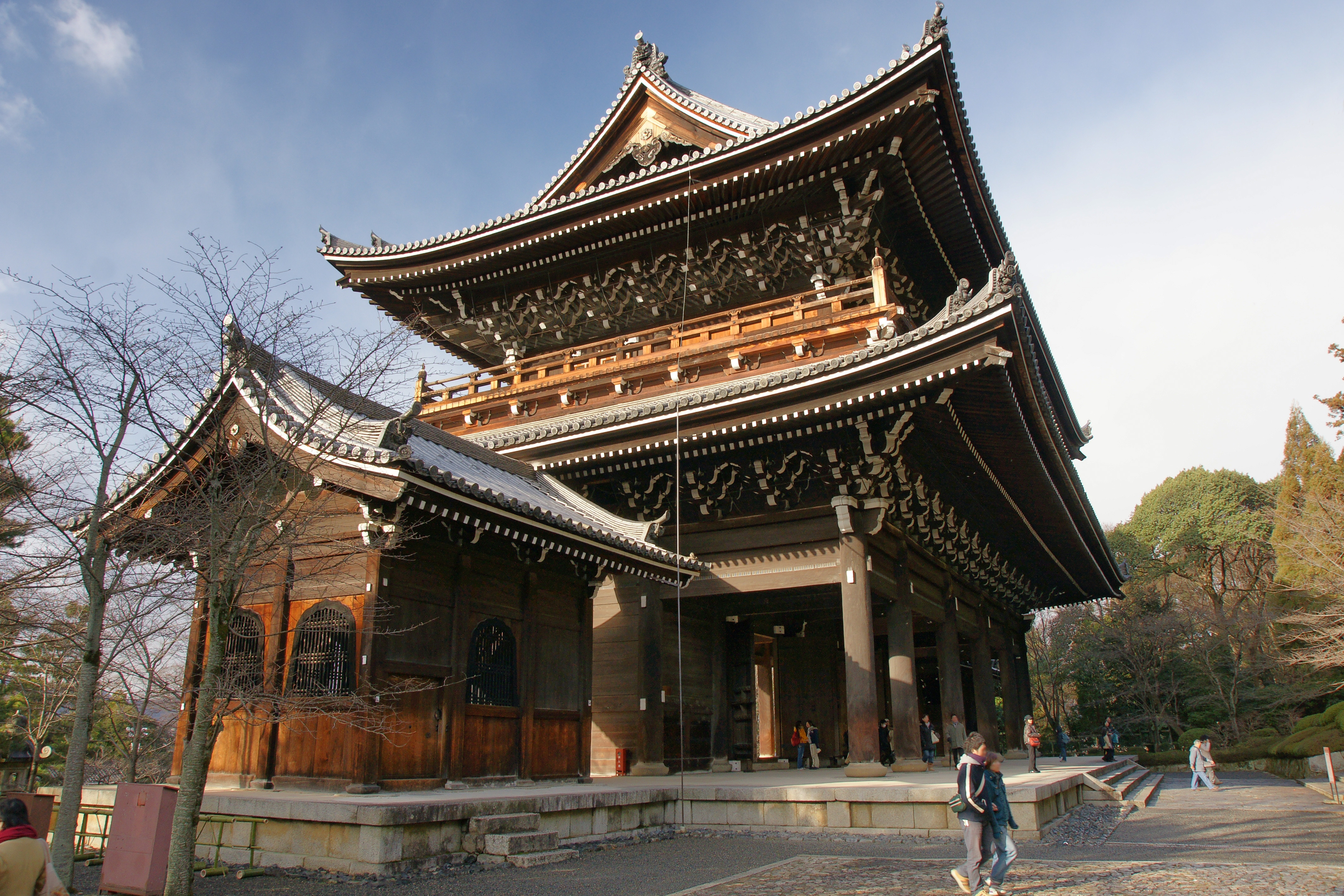
Chion-in w Kioto

Nauka Hōnena opierała się na przekonaniu, że buddyzm wszedł w schyłkową fazę swojej historii, w fazę takiej degeneracji, w której człowiek już nie potrafi osiągnąć wyzwolenia dzięki własnemu wysiłkowi. Jedynym ratunkiem jest poleganie na nieograniczonym miłosierdziu Buddy Amidy. Należy więc odrzucić umartwianie, obrzędy, zgłębianie kanonu, a zaufać bez reszty Amidzie oraz z wiarą i pokorą wzywać jego imię, powtarzać ciągle inwokację: Namu Amida Butsu („Chwała Buddzie Amidzie!” lub „Zbaw, Buddo Amida!”), w skrócie nembutsu. Dzięki miłosierdziu każdy człowiek, który mu zawierzy, odrodzi się w raju, czyli w Czystej Ziemi.
Sekta posiada ok. siedem tysięcy świątyń w samej Japonii oraz kilka na Hawajach i w Brazylii. Główną świątynią jest Chion-in w Kioto.

## Szkoła Jōdo
- Eikū (zm. 1179)
  - Hōnen (1133-1212)
    - Seikambō Genchi (1183-1238)
    - Gyōkū (bd)
    - Junsai (zm. 1207)
    - Jūren (zm. 1207)
    - Shoshinbō Tankū (1176–1253)
    - Zennebō Shōkū (1177-1247) podszkoła seizan
      - Jitsudo (bd)
      - Shoe (bd)
      - Yūkan (bd)
      - Shōju (bd)
      - Ryūshin (bd)
        - Kenni (1238-1304)

      - Jōon (1201-1271)
      - Shōtatsu (bd)
        - Ippen (1239-1289) założyciel szkoły ji
          - Sōshun (bd)
          - Shōkai (bd)
          - Taa (1237-1319)

    - Kakumyōbō Chōsai (1184–1266) podszkoła Kuhon-ji
      - Kakushin (bd)
      - Rien (bd)

    - Shōkōbō Benchō (1162–1238) podszkoła chinzei
      - Ryōchū (1199)-1287)
        - Jishin (bd)
        - Dōkō (bd)
        - Ryōkyō (1251-1328)

    - Jōkakubō Kōsai (1163–1247) podszkoła ichinengi
    - Ryūkan (1148–1227) podszkoła Chōraku-ji
    - Seikambō Genchi (1183-1239)
      - Renjakubō (bd)

    - Hōrembō Shinkū (1145-1228)
    - Shinran (1173-1263) założyciel szkoły Jōdo-shinshū